# Jill Bennett (Schauspielerin, 1931)
Jill Bennett (* 24. Dezember 1931 in Penang, Straits Settlements; † 4. Oktober 1990 in London, England) war eine britische Schauspielerin.

## Leben
Bennett studierte von 1944 bis 1946 Schauspiel an der Royal Academy of Dramatic Art und hatte 1949 ihr Bühnendebüt am Shakespeare Memorial Theatre in Stratford upon Avon. Ihr Spielfilmdebüt folgte zwei Jahre später in The Long Dark Hall in einer kleinen Nebenrolle. Eine größere Nebenrolle spielte sie im darauffolgenden Jahr in John Hustons mit zwei Oscars ausgezeichneter Filmbiografie Moulin Rouge an der Seite von José  Ferrer und Zsa Zsa Gabor. Bennett war über vier Jahrzehnte regelmäßig an den Theatern des Londoner West-End zu sehen, unter anderem im Aldwych Theatre, Apollo Theatre und dem Queen’s Theatre; sowie am Royal Court Theatre und dem Royal National Theatre. Daneben trat sie in zahlreichen Fernsehproduktionen und Serien auf. 1981 spielte sie in James Bond 007 – In tödlicher Mission die Eiskunstlauftrainerin Jacoba Brink.
Ende der 1940er Jahre war Bennett die Lebensgefährtin von Godfrey Tearle. Zwischen 1962 und 1965 war sie mit dem Schriftsteller Willis Hall verheiratet. Auch ihre zweite Ehe mit dem Dramatiker John Osborne endete in der Scheidung. Bennett beging 1990 Suizid durch eine Schlafmittel-Überdosis.

## Filmografie (Auswahl)
- 1952: Moulin Rouge
- 1954: Die Erbschaft der Tante Clara (Aunt Clara)
- 1954: Hölle unter Null (Hell Below Zero)
- 1956: Vincent van Gogh – Ein Leben in Leidenschaft (Lust for Life)
- 1960: Die Spur führt ins Nichts (The Criminal)
- 1965: Der Schädel des Marquis de Sade (The Skull)
- 1965: War es wirklich Mord? (The Nanny)
- 1968: Der Angriff der leichten Brigade (The Charge of the Light Brigade)
- 1970: Julius Caesar
- 1977: Julias unheimliche Wiederkehr (Full Circle)
- 1981: James Bond 007 – In tödlicher Mission (For Your Eyes Only)
- 1982: Britannia Hospital
- 1986: Lady Jane – Königin für neun Tage (Lady Jane)
- 1988: Hawks – Die Falken (Hawks)
- 1990: Himmel über der Wüste (The Sheltering Sky)